# Sayan Sanya
Sayan Sanya (thaï : สายัณห์ สัญญา) nommé à l'état civil Sayan Deesamer (thaï : สายัณห์ ดีเสมอ), né le 31 janvier 1953 et mort le 11 septembre 2013,, est un chanteur pop Luk thung, thaïlandaise,.
Dans le film Monrak Transistor (2001) de Pen-ek Ratanaruang, lorsque Pan (Pèn) pose à Sadao des devinettes, celle-ci cite trois célèbres vedettes du Luk thung : Sayan Sanya, Chaiya Mitchai et Yodrak Salakjai.

## Discographie
- Kliat Hong Boe Ha (เกลียดห้องเบอร์ห้า)
- Kai Ja (ไก่จ๋า)
- Kwam Rak Muan Ya Khom (ความรักเหมือนยาขม)
- Rak Sathan Din Sathuan (รักสะท้านดินสะเทือน)
- Nam Ta Nang (น้ำตานาง)
- Am Nat Haeng Kwam Khit Thung (อำนาจแห่งความคิดถึง)
- Ai Noom Rot Tai (ไอ้หนุ่มรถไถ)
- Lon Klao Phao Thai  (ล้นเกล้าเผ่าไทย)